# Jo Mersa Marley
Joseph „Jo Mersa” Marley (ur. 12 marca 1991 w Kingston, zm. 27 grudnia 2022 w Miami) – jamajski artysta reggae. Był synem Stephena Marleya i wnukiem legendy reggae Boba Marleya.

## Życiorys
Marley urodził się i spędził wczesne lata na Jamajce, gdzie uczęszczał do szkoły przygotowawczej Saints Peter and Paul, potem przeniósł się na Florydę, aby uczęszczać do Miami Palmetto Senior High School i Miami Dade College (gdzie studiował inżynierię).
Jo Mersa Marley zaczął tworzyć muzykę w 2010 r. wydając piosenkę „My Girl” z swoim kuzynem Danielem Bambaatą. 
Marley zadebiutował w 2014 roku wydając za pośrednictwem rodzinnej wytwórni Ghetto Youths International EPkę „Comfortable”. Występował także na trasie koncertowej wraz ze swoim ojcem i Wayne Marshallem promującej album starszego Marleya Revelation Part 2: The Fruit of Life.  
W 2015 r. pojawił się na nagrodzonym Grammy albumie Strictly Roots zespołu Morgan Heritage.
21 maja 2021 r, Marley wydał kolejną EP zatytułowaną Eternal. 
27 grudnia 2022 roku Marley zmarł w Miami z powodu ostrego ataku astmy.

## Dyskografia
- Comfortable (2014)
- Eternal (2021)